# فرودگاه فرانتیر
فرودگاه فرانتیر (به انگلیسی: Frontier Airport) یک فرودگاه همگانی است که یک باند فرود آسفالت دارد و طول باند آن ۱۱۰۵ متر است. این فرودگاه در کشور کانادا قرار دارد و در ارتفاع ۹۰۲ متری از سطح دریا واقع شده‌است.